# Mosslankpalpje
Het mosslankpalpje (Agyneta ramosa) is een spinnensoort in de taxonomische indeling van de hangmatspinnen (Linyphiidae).
Het dier komt uit het geslacht Agyneta. Agyneta ramosa werd in 1912 beschreven door Jackson.